# 冨宅正浩
冨宅 正浩（ふけ まさひろ、1975年〈昭和50年〉10月24日 - ）は、日本の政治家。大阪府柏原市長（3期）。元柏原市議会議員（1期）。

## 略歴
大阪府柏原市出身。大阪市にある私立追手門学院小学校、茨木市にある追手門学院中学校・同高等学校卒業。大学受験予備校を経て、立命館大学法学部卒業。
2001年（平成13年）4月、八尾市役所に就職した、総務課や自治推進課、生活福祉課などに勤務。
維新政治塾の第1期生（2012年度）修了。
2013年（平成25年）9月の柏原市議会議員選挙に初当選した。
2015年（平成27年）9月、同じ大阪維新の会の顧問で市長1期目の中野隆司が女性問題をめぐり、市議会から問責決議を受ける。
2016年（平成28年）12月26日、冨宅は翌年に行われる柏原市長選挙に、大阪維新の会の推薦で出馬する意向を表明した。
2017年（平成29年）2月12日の柏原市長選挙に中野は出馬せず、新人4候補の争いとなった。前回も立候補した元市議で清掃会社経営の女性や日本共産党推薦の市民団体役員、そして自由民主党推薦の友田景らを破り、冨宅が初当選した（投票率43.38％）。3月11日、市長に就任。
2021年（令和3年）2月14日、無投票で再選。
2025年（令和7年）2月2日、無投票で3選。

## 市政
市長として、「次世代にツケを回さない安定した市政運営」を掲げ、就任後の2017年9月、市財政難の解消の一助として、市長の公用車をYahoo! JAPANの官公庁オークションに出品。2011年式トヨタ・クラウン「ロイヤルサルーン」の黒塗りオートマチック（AT）車で、走行距離は約1万4,500km。予定価格108万円以上だった。

## 人物
- 浪人生だった1995年に阪神・淡路大震災が発生。同じ予備校生の中に、大学受験を翌年に先送りして神戸でボランティア活動を行った人がいたが、「私はあのとき何もできなかったという後悔を持っていて」、災害に強いまちづくりをやりたいと公務員になった。その後、2011年の東日本大震災では、役職に就いていたため被災地に応援に行けず、公務員の仕事に限界を感じ、政治の力で災害に強いまちを作りたいという思いから、政治家の道へ進んだという[2]。

- 市内在住のお笑い芸人と漫才コンビ「市長・市民」を結成して、M-1グランプリ2022に出場し、1回戦を突破した[11]。

## 騒動
- 大阪府が新型コロナウイルスの感染防止策として「会食は2時間程度以内、1テーブル原則4人以内」と要請していた2021年12月2日、冨宅や松井一郎大阪市長（日本維新の会代表）、青柳仁士衆議院議員、大松桂右八尾市長、山入端創羽曳野市長、大阪14区内の府議、市議ら約30人が大阪市内で2時間半から3時間にわたり[12]「衆院選の反省会」として会食を行っていた。その後、松井は記者の取材に対し「人数の上限のアッパーはない。だから、やった。何か問題ありますか」「2時間を超えたことは反省すべきところなのかなと思っています」と述べている[13][14][15][16]。